# Niktantes
Niktantes (lat. Nyctanthes), rod korisnog i mirisnog drveća porodice maslinovki rasprostranjenog u Aziji. Postoje dvije priznate vrste, od kojih je poznatije žalobno drvo (Nyctanthes arbor-tristis) iz Indije, Andamana, Nikobara, Bangladeša, Nepala, Jave, Sumatre. Druga vrsta  Nyctanthes aculeata tajlandski je endem.

## Vrste
1. Nyctanthes aculeata Craib
2. Nyctanthes arbor-tristis L.

- Nyctanthes arbor-tristis
- Nyctanthes arbor-tristis
- Nyctanthes arbor-tristis
- Nyctanthes arbor-tristis, plod